# Asadullah Khan
'Asadu'llah Khan, aussi appelé Sado Khan ou Malik Souddou, est né à Kandaharle 11 octobre 1558 et est mort le 18 mars 1627. Il fut un prince afghan et le premier chef du Clan Abdali, dont seront issus les dynasties Durrani et Barakzai.
Fils de Umar, dit Malik Saleh, et de son épouse (qui était également sa cousine), il succéda à son père en tant que Chef de la tribu Habibzai. En 1598, il prit le contrôle de Safa et unifia les tribus afghanes des Abdali. Il devint ainsi le premier Chef de la Tribu Alous Abdali le 26 juillet 1598. Il prêta allégeance à l'empereur moghol Jahângîr et l'aida à prendre Kandahar aux mains des Séfévides en 1622. La même année, il reçut le titre de Amir-i-Afghan, qui peut se traduire par Commandant en Chef des forces afghanes. Il fut également Gouverneur de Kandahar de 1622 à 1626. Il est mort le 18 mars 1627.
De son épouse inconnue, il eut cinq fils :
- Khwaja Khizr Khan, Gouverneur de Safa
- Sultan Maudad Khan, Gouverneur de Safa
- Kamran Khan, né avant le 17 juillet 1586 et mort avant le 12 avril 1641. Ancêtre de la famille Kamran-khel
- Bahadour Khan, né avant le 30 octobre 1590. Ancêtre de la famille Bahadour-khel
- Zafran Khan, né avant le 21 juin 1602. Ancêtre de la famille Zafran-khel